# 张昌仪
张昌仪（7世纪—705年），唐朝官员，定州义丰县（今河北省安国市）人。
张昌仪的祖父张行鈞是唐高宗时期宰相张行成的哥哥。父亲雍州司戶參軍张希臧，兄长岐、汝二州刺史张昌期，弟弟司禮少卿张同休、麟臺監张易之、司衛卿张昌宗。张易之、张昌宗兄弟，是武则天的男宠，张昌儀，因此官至司府少卿。長安二年（702年），张易之贪赃事发，被御史台弹劾下狱，武则天下詔釋放，歸罪于张昌儀、张同休，都被貶官。張昌儀被貶为乾封（今山东省泰安市东南旧县）县尉，神龍元年（705年）正月，张柬之、桓彦范等诛杀张易之、张昌宗兄弟，貞觀侍中王珪曾孙王旭时任兖州（今山东省济宁市兖州区）兵曹參軍。王旭将張昌儀斬首送東都。